# 吡格列酮
吡格列酮（Pioglitazone）是一種專門用於治療2型糖尿病的口服藥物，屬於噻唑烷二酮类（活化受体调节剂）藥物的一種。可配合二甲双胍使用。

## 用途

### 其他用途
荟萃分析显示本品对重性抑郁障碍可能有效，起效率27%，安慰剂10%。也有用于双相障碍的，但荟萃分析未发现有用处。
荟萃分析显示对非酒精性脂肪肝有效果，已成为推荐之一。

## 研究
可导致果蝇延寿，对人效果不明。
有依照此物降低神经胶质细胞的观察，尝试用于自闭症的。但样本数较低，对于效果的观察暂不能认定正确。
对于阿尔茨海默症无效。
似乎可以治疗老鼠的阿片成瘾。

## 外部連結
- Pioglitazone FAQ（页面存档备份，存于）
- U.S. National Library of Medicine: Drug Information Portal - Pioglitazonee（页面存档备份，存于）